# St James's Gate Football Club
El St James's Gate Football Club es un club de fútbol de Irlanda, con sede en Dublín. Fue fundado en 1923 y compite en la Liga de Leinster, una de las categorías del fútbol regional irlandés.

## Historia
Fue fundado en el año 1902 en la localidad de St.James's en la capital Dublin, aunque fue reconocido nacionalmente hasta el periodo de 1909-10 al ganar el título de la Leinster Senior League y la Copa Intermedia, y para la temporada de 1919-20 ganó 4 títulos.
Fue uno de los equipos fundadores de la Liga de Irlanda, donde ganó la temporada inaugural, así como la Copa de Irlanda y la Copa de Leinster. El club ha disputado 23 temporadas de la Liga de Irlanda, donde ha jugado 440 partidos, ganado 175.
En la temporada de 1990/91 se une a la Liga de Primera División de Irlanda reemplazando al Newcastlewest FC, aunque antes de empezar la liga en la temporada de 1996/97 fue expulsado por no cumplir con sus responsabilidades financieras y reemplazado por el St.Francis FC.

## Palmarés

### Torneos nacionales
- Liga de Irlanda (2): 1921-22, 1939-40
- Copa de Irlanda (2): 1921-22, 1937-38
- Escudo de la Liga de Irlanda (2): 1935-36, 1940-41
- Copa de la Ciudad de Dublín (1): 1938-39
- Copa Intermedia de Irlanda del Norte (2): 1909-10, 1919-20
- Copa Intermedia de Irlanda (1): 1950-51

### Torneos locales
- Liga de Leinster (6): 1909-10, 1911-12, 1914-15, 1919-20, 1987-88, 1988-89
- Copa de Leinster (5): 1919-20, 1921-22, 1934-35, 1936-37, 1940-41